# Mario de Bernardi
Mario de Bernardi (Venosa, 1º luglio 1893 – Roma, 8 aprile 1959) fu un aviatore, colonnello pilota dell'Aeronautica Militare italiana, Medaglia d'argento al valor militare.

## Biografia

### I primi anni
Mario de Bernardi nasce il 1º luglio 1893 a Venosa, cittadina situata al margine nord-orientale della Basilicata, in provincia di Potenza, figlio di Cesare e Marietta Maselli.
Nel 1911, all'età di 18 anni, si arruola volontario nel Regio Esercito per partecipare alla Guerra italo-turca e dopo aver assistito ai primi voli con finalità belliche decide, una volta tornato in patria, di conseguire il brevetto di pilota che ottiene nel 1914 al campo di volo di Aviano.

### Prima guerra mondiale

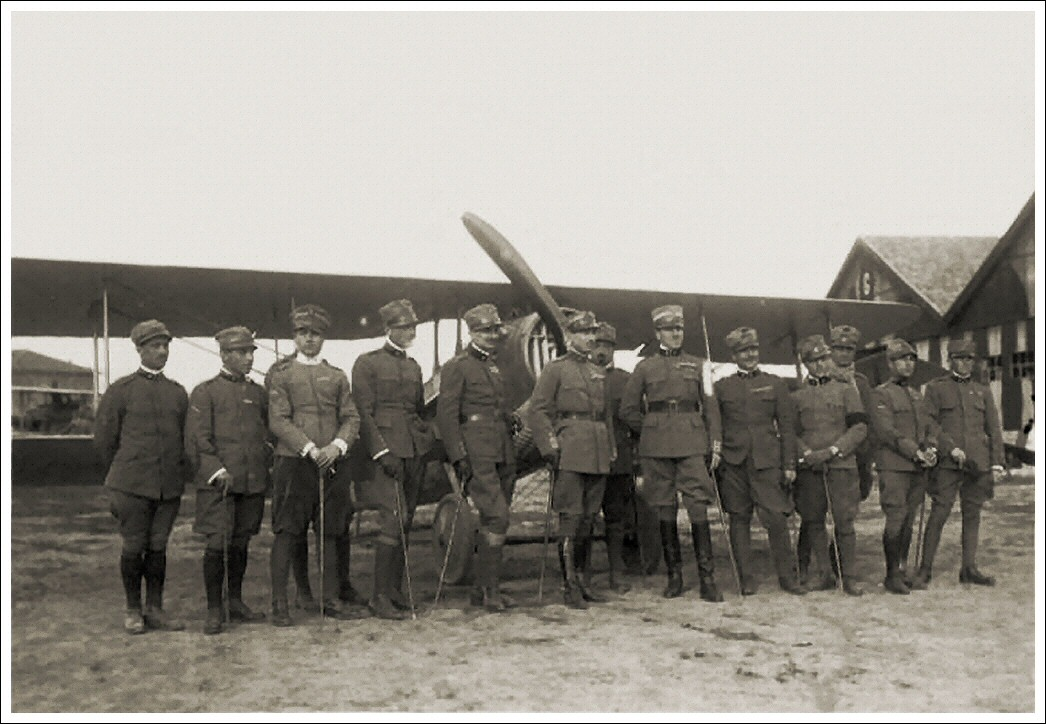
La 91ª Squadriglia Aeroplani da Caccia, il tenente Mario de Bernardi è il quarto da destra. Da sinistra a destra; serg. Mario D'Urso, serg. Gaetano Aliperta, ten. Gastone Novelli, ten. Cesare Magistrini, cap. Bartolomeo Costantini, cap. Fulco Ruffo di Calabria, col. Pier Ruggero Piccio, ten. Guido Keller, magg. Francesco Baracca, ten. Ferruccio Ranza, ten. Mario de Bernardi, ten. Adriano Bacula, serg. Guido Nardini, sott. Eduardo Alfredo Olivero

Allievo dell'Accademia militare di Modena nel 1915, divenne sottotenente nell'Arma del genio il gennaio dell'anno successivo e il 20 marzo 1916 ottenne il brevetto di pilota militare. Nel corso della prima guerra mondiale fece anche parte del 2º Reggimento Piemonte Reale Cavalleria, lo stesso di Francesco Baracca e del famoso Cavallino Rampante, dal 1º maggio 1916 fa parte della 75ª Squadriglia Caccia abbatté un aereo nemico nel cielo di Verona, meritandosi la medaglia di bronzo al valor militare.
Divenne collaudatore di aerei per la Pomilio e fu il primo a compiere un volo di collegamento postale tra Torino e Roma il 22 maggio 1917, decollando dal campo Aeritalia.
Dall'inizio del 1918, fino al termine del conflitto, fece parte della 91ª Squadriglia Aeroplani da Caccia comandata da Baracca insieme con piloti come Fulco Ruffo di Calabria, Ferruccio Ranza, Gastone Novelli, Adriano Bacula, Cesare Magistrini, Franco Osnago, Guido Keller, Bartolomeo Costantini, Giuliano Parvis, Guido Nardini, Gaetano Aliperta, abbattendo complessivamente quattro velivoli della k.u.k. Luftfahrtruppen ed ottenendo la medaglia d'argento al valor militare.
Nel 1919 il Capitano de Bernardi prende il comando del I Gruppo a Zaule di Muggia fino allo scioglimento dello stesso nel mese di maggio.
Nel 1923, con il grado di maggiore, fu nominato comandante del Gruppo Sperimentale con base al campo di Montecelio e dislocato anche sui campi di Furbara e Vigna di Valle.

### La Coppa Schneider

Il Macchi M.52 di Mario de Bernardi durante la Coppa Schneider a Venezia nel 1927

Nel 1926 partecipa alla nona edizione della Coppa Schneider che quell'anno si svolse a Hampton Roads, in Virginia (Stati Uniti). Il 13 novembre ai comandi di un idrocorsa Macchi M.39, vince la competizione percorrendo i 350 km del circuito alla media di 396,7 km/h e stabilendo il nuovo record mondiale di velocità per idrovolanti.
Pochi giorni più tardi, sul medesimo aereo, riuscì a migliorare ulteriormente il suo stesso primato.
Nel 1927, difende la coppa nella decima edizione svolta quell'anno a Venezia. Pur dovendo abbandonare la competizione per un problema al motore del suo idrocorsa Macchi M.52, batte nuovamente il record di velocità raggiungendo i 479,290 km/h.
Nel 1928, con un'idrocorsa Macchi M.52R, fu il primo uomo ad oltrepassare, in volo, la velocità di 500 km/h, raggiungendo i 512,776 km/h.

### Gli anni successivi

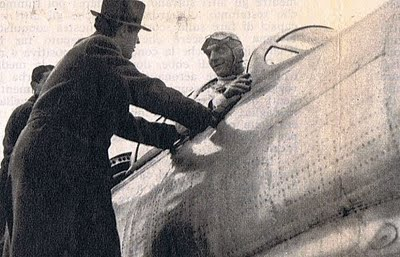
Giovanni Battista Caproni mentre saluta Mario de Bernardi nell'abitacolo del Campini-Caproni C.C.2 prima del volo Milano-Roma

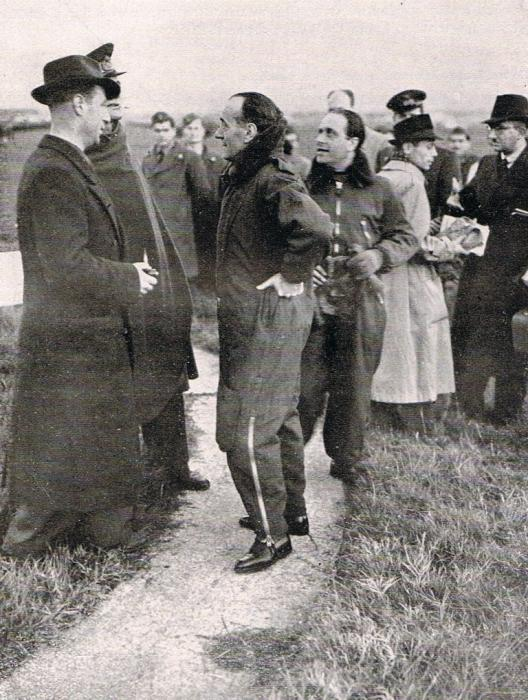
Mario de Bernardi nel 1944 dopo l'arrivo con il passeggero Ing. Pedace e la commissione certificatrice

A cavallo degli anni trenta de Bernardi si trasferisce alle officine Caproni di Taliedo, vicino all'attuale aeroporto di Linate, ricoprendo nell'azienda lombarda il ruolo di pilota collaudatore e consulente tecnico. Nonostante la nuova attività non abbandona la passione per il volo e nel 1931 si reca a Cleveland (Stati Uniti) per partecipare, vincendolo, al campionato mondiale di acrobazia aerea.
Nel 1932, partecipò al film O la borsa o la vita, eseguendo alcune acrobazie aeree sul cielo di Roma, durante le riprese della pellicola prodotta dalla Cines.
Nel 1933, ai comandi di un Caproni Ca.111, compì il raid Roma-Mosca percorrendo i 2 600 km che dividono le due capitali con cinque passeggeri a bordo.
Dal 1939 si trasferisce definitivamente a Roma.
Dal 1940 partecipò allo sviluppo del primo Aereo Radio Pilotato. Nel 1941 collaudò il Campini-Caproni C.C.2, un motoreattore (da non confondere con gli aerei a reazione) italiano, secondo velivolo al mondo ad adottare una simile motorizzazione dopo il Coandă 1, con un volo da Milano a Roma.
Il 30 novembre del 1941 con l'aereo a reazione "Campini-Caproni n° 1", coprì la tratta Milano-Guidonia in circa due ore trasportando con sé alcuni aerogrammi annullati con appositi timbri tondi. Fu il primo trasporto di posta aerea con velivolo a reazione e l'impresa ebbe uno scalpore tale che 33 stati si complimentarono con il governo italiano. Gli aerogrammi sono tuttora oggetto di studio per i collezionisti interessati all'aerofilia.
Nel 1952, presso l'aeroporto di Napoli Capodichino, effettuò il primo volo di collaudo del P.48 Astore, biposto da turismo progettato dai fratelli Luigi e Giovanni Pascale, fondatori della Partenavia. De Bernardi non volle alcun compenso.
Mario de Bernardi viene colpito da un attacco di cuore l'8 aprile 1959, mentre si esibisce in un volo acrobatico nei pressi di Roma, dove si era recato per assistere alla presentazione di un nuovo velivolo leggero di fabbricazione tedesca. Mentre era ancora in volo si accorse dei sintomi riuscendo ad atterrare per morire qualche minuto più tardi all'età di sessantacinque anni. La sua salma riposa presso il Sacrario dell'Aeronautica Militare presso il cimitero del Verano, Roma.

## Dediche e riconoscimenti
Nel 1959 l'aeroporto di Pratica di Mare, sede del Reparto Sperimentale di Volo dell'Aeronautica Militare, venne ufficialmente intitolato al "Colonnello Pilota Mario de Bernardi" come attestato di riconoscimento per le attività svolte ed il prestigio conferito all'aeronautica italiana dai risultati da lui conseguiti. Il portale web dell'Aeronautica Militare ha proposto una pagina, intitolata "I grandi aviatori", dove vengono citate le maggiori personalità storiche dell'aviazione italiana, ponendo De Bernardi tra di esse.
A Roma, nel marzo 2006, viene apposta, alla presenza della figlia Fiorenza, una targa commemorativa al civico 86 di via Panama presso l'abitazione dove De Bernardi visse dal suo trasferimento nella capitale.

## Onorificenze

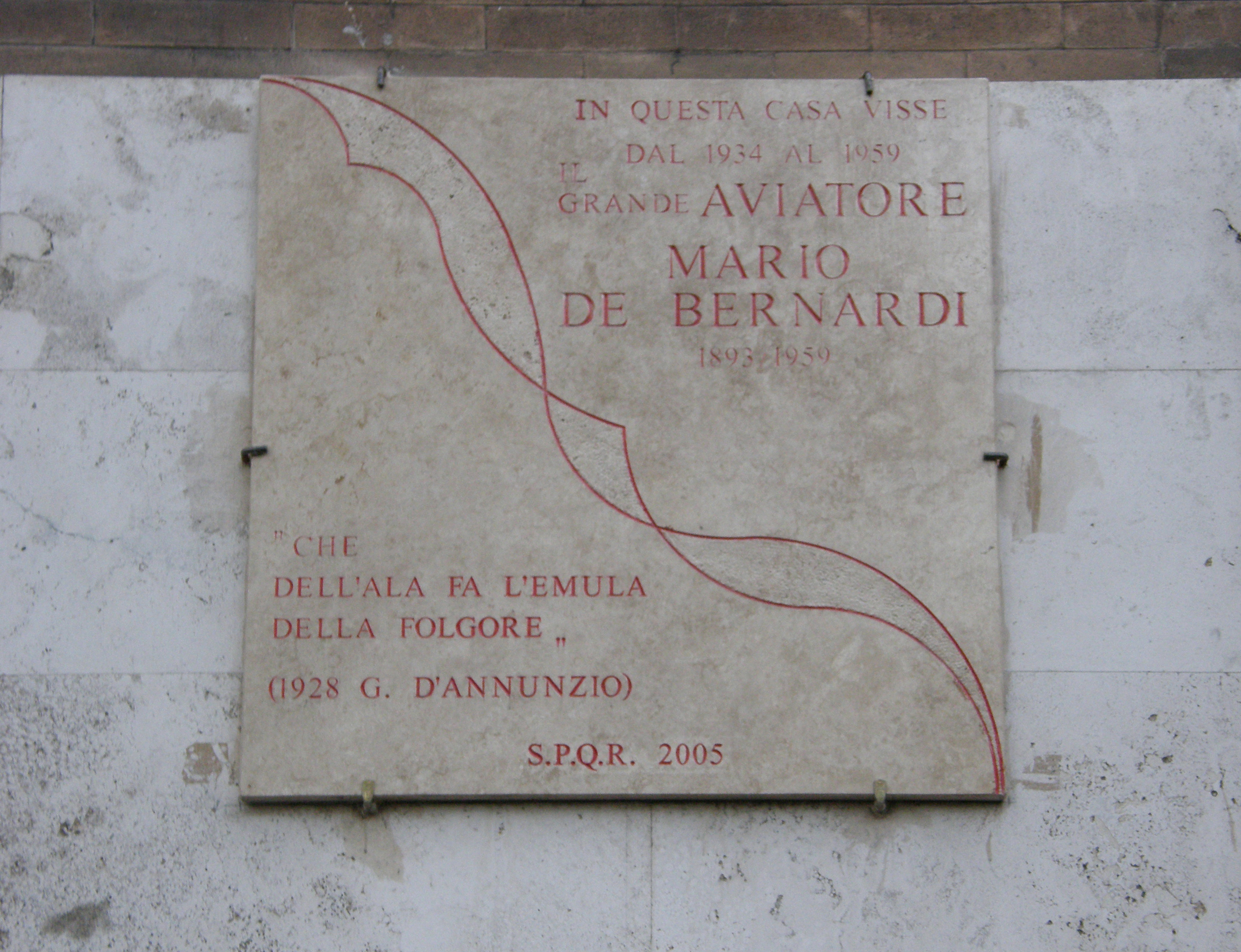
Targa in memoria di Mario de Bernardi, posta sulla casa in cui visse, in Via Panama, Roma: IN QUESTA CASA VISSE
DAL 1934 AL 1959
IL
GRANDE AVIATORE
MARIO
DE BERNARDI
1893-1959
"CHE
DELL'ALA FA L'EMULA
DELLA FOLGORE"
(1928 G. D'ANNUNZIO)
S.P.Q.R. 2005